# Аллен, Патрик
Патрик Линтон Аллен (англ. Patrick Linton Allen; род. 7 февраля 1951, Кингстон) — ямайский политик, религиозный деятель, генерал-губернатор Ямайки с 26 февраля 2009 года.
В течение многих лет занимал руководящие посты в организациях Церкви адвентистов седьмого дня на Ямайке. Стал генерал-губернатором вместо Кеннета Холла, покинувшего пост из-за проблем со здоровьем.